# Zurzur
Zurzur (arab. زرزور) – wieś w Syrii, w muhafazie Idlib. W 2004 roku liczyła 3126 mieszkańców.